# Rozsnyói Katalin
Fábiánné Rozsnyói Katalin (Budapest, 1942. november 20. –) Prima Primissima díjas olimpiai ezüstérmes kajakozó, mesteredző. Tizennégyszeres magyar bajnok. Az első magyar edző, aki NOB edzői életműdíjat kapott.

## Pályafutása

### Sportolóként
Árpád Gimnázium tanulója, testnevelő tanára Iglói (Ignácz) Mihály. Rozsnyói Katalin az UTE-ban kezdett el kajakozni. Tizennégyszeres magyar bajnok, 1966 és 1973 között a magyar válogatott tagja volt, amellyel az 1968-as mexikóvárosi olimpián ezüstérmet szerzett Pfeffer Anna párjaként a női K2 500 méteres számában. 1971-ben a belgrádi gyorsasági vb-n K4 500 méteren negyedik helyet szerzett. 

### Edzőként
1977-ben kezdett el edzősködni, 1989 óta mesteredző. Edzősködött az UTE-ban, az MTK-ban és a Vasasban is, több olimpián volt a magyar csapat tagja. Eddigi tanítványai összesen tizenegy olimpiai, nyolcvannégy világ- és hetven Európa-bajnoki érmet szereztek. Eddigi tanítványai voltak többek között: Mészáros Erika, Bóta Kinga, Dónusz Éva, Dusev-Janics Natasa, Fazekas-Zur Krisztina, Kovács Katalin, Kozák Danuta, Kőbán Rita, Szabó Gabriella, Takács Tamara valamint Kammerer Zoltán, Kulifai Tamás, Pauman Dániel, Tóth Dávid. Eddig hatszor választották meg Magyarországon az év edzőjének.

### Magánélete
Férje Fábián László olimpiai bajnok kajakozó volt.

## Díjak, elismerések
- Az év magyar edzője (2001, 2002, 2003, 2004, 2005, 2006)
- NOB-elnöki különdíj (2005)
- Papp László Budapest Sportdíj (2012)
- MOB Nők Sportjáért Életműdíj (2013)
- A Magyar Érdemrend középkeresztje a csillaggal (2015)[2]
- Prima Primissima díj (2017)
- NOB edzői életműdíj (2018)
- Magyar Sportújságírók Szövetsége életműdíja (2022)[3]